# Pristimantis gutturalis
Pristimantis gutturalis es una especie de anfibio anuro de la familia Craugastoridae.
Se distribuyen por el estado de Amapá (Brasil), sur de la Guayana Francesa y sudeste de Surinam, en altitudes entre 30 y 310 m.
Habita predominantemente en bosque seco.